# TLR9
TLR9 (ang. toll-like receptor 9) – białko kodowane u człowieka przez gen TLR9. Należy do wewnątrzkomórkowych receptorów rozpoznających wzorce wchodzących w skład układu odpornościowego nieswoistego.
TLR9 rozpoznaje przede wszystkim bakteryjny DNA zawierający niemetylowane cytozyny w obrębie powtarzających się sekwencji CpG.